# Palma Prieta
Palma Prieta är en ort i Mexiko.   Den ligger i kommunen Dolores Hidalgo och delstaten Guanajuato, i den centrala delen av landet, 260 km nordväst om huvudstaden Mexico City. Palma Prieta ligger 2 003 meter över havet och antalet invånare är 953.
Terrängen runt Palma Prieta är en högslätt. Runt Palma Prieta är det ganska tätbefolkat, med 52 invånare per kvadratkilometer. Närmaste större samhälle är Los Dolores, 16,1 km öster om Palma Prieta. Trakten runt Palma Prieta består till största delen av jordbruksmark.